# Khvoini
Khvoini (en rus: Хвойный) és un poble de l'óblast de Vladímir, a Rússia, segons el cens del 2010 tenia 171 habitants. Pertany al districte municipal de Iúriev-Polski.